# Woosnam-Breitkopfmaus

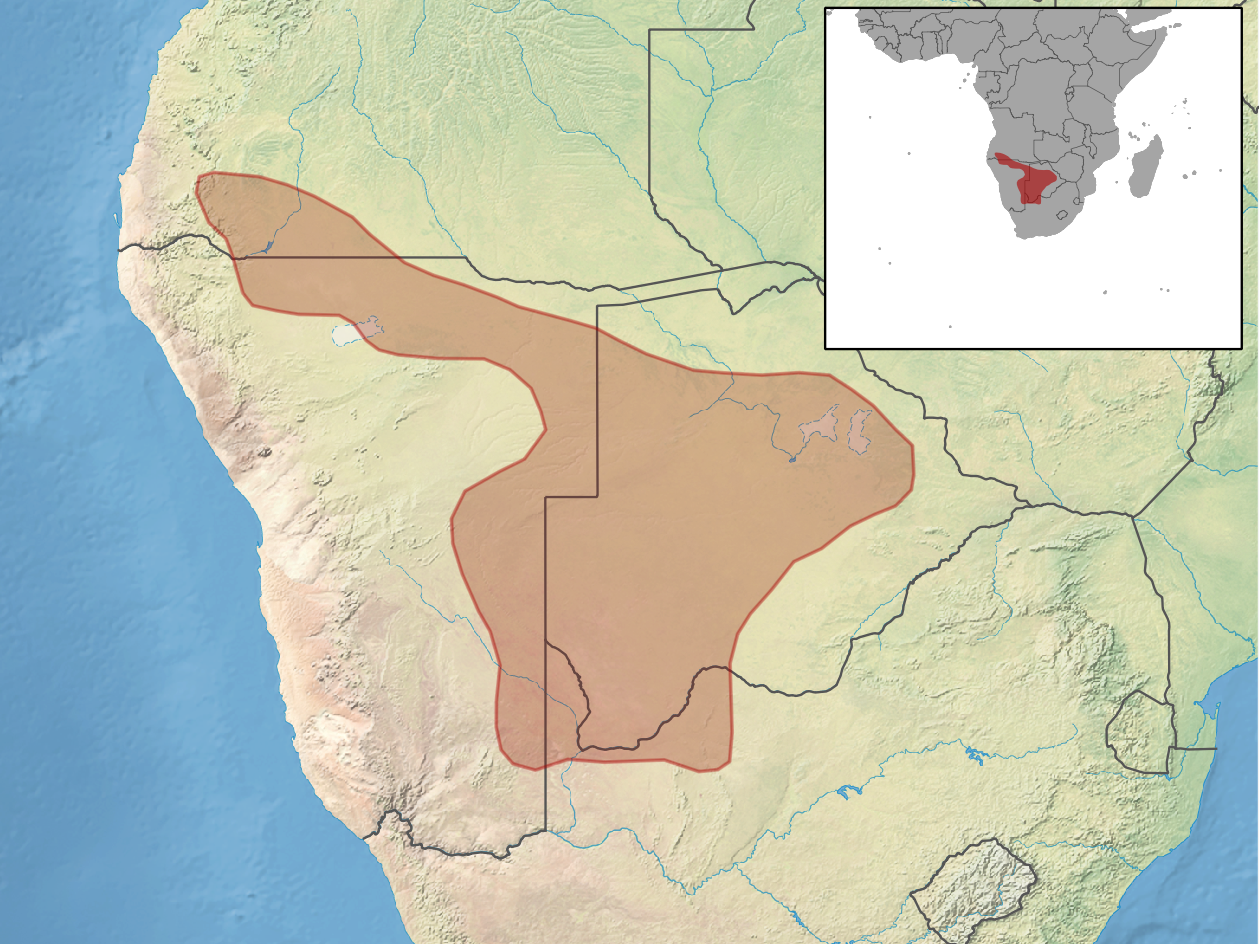
Verbreitungsgebiet der Woosnam-Breitkopfmaus

Die Woosnam-Breitkopfmaus (Zelotomys woosnami) ist ein im südlichen Afrika verbreitetes Nagetier in der Unterfamilie der Altweltmäuse. Sie bildet zusammen mit der Hildegarde-Breitkopfmaus (Zelotomys hildegardeae) die Gattung der Breitkopfmäuse. Das Typusexemplar wurde in Botswana am Fluss Molopo gefunden. Das Artepitheton woosnami ehrt den britischen Soldaten und Naturforscher Richard Bowen Woosnam, der 1915 in der Schlacht von Gallipoli gefallen ist.

## Merkmale
Das Tier ist etwas schwerer als die Schwesterart und erreicht eine Kopf-Rumpf-Länge von 102 bis 151 mm, eine Schwanzlänge von 89 bis 118 mm und ein Gewicht von 42 bis 85 g. Die Hinterfüße sind 21 bis 29 mm lang und die Länge der Ohren beträgt 15 bis 20 mm. Typisch ist weiches Fell mit etwa 15 mm langen Haaren auf dem Rücken. Sie sind an der Wurzel aschgrau und im weiteren Verlauf hellgrau mit teilweise schwarzer Spitze, was ein graues Aussehen mit gelbbrauner Tönung erzeugt. Unterseits haben die Haare eine hellgraue Basis und eine weiße Spitze. Dieser Bereich reicht über die Kehle zum Kinn. Typisch für den Kopf sind etwa 35 mm lange dunkle Vibrissen und moderat lange Ohren mit einem weißlichen Haarsaum. An den Vorderpfoten ist der Daumen verkümmert und die erste sowie die fünfte Zehe am Fuß sind klein. Der mit kurzen Haaren bedeckte Schwanz ist fast vollständig weiß, bis auf eine kleine dunkle Quaste bei einigen Exemplaren. In den oberen Schneidezähnen befinden sich keine Rillen und die Kronen der Molaren sind kräftig. Von den paarig angeordneten Zitzen der Weichen liegen 6 auf Brust und Bauch sowie 4 im Leistenbereich. Die Hildegarde-Breitkopfmaus hat einen noch breiteren Schädel. Im selben Gebiet verbreitete Vielzitzenmäuse (Mastomys) sind etwas größer und die Zitzen sind in zwei parallelen Reihen angeordnet.

## Verbreitung
Die Art ist im südlichen Angola, in Botswana, im Westen von Namibia und in angrenzenden Regionen Südafrikas verbreitet. Sie lebt im Hügelland und auf Hochebenen zwischen 800 und 1200 Meter Höhe. Bis auf eine unklare Population in Angola überdecken sich die Reviere der Woosnam-Breitkopfmaus und der Hildegarde-Breitkopfmaus nicht. Die Woosnam-Breitkopfmaus bewohnt die Trockensavanne Kalahari und ähnliche Landschaften, die durch Lehmboden und Akazien gekennzeichnet sind. Sie ist oft im Umfeld von Wasserläufen zu finden. Andere typische Pflanzen zählen zu den Gattungen Sternbüsche, Myrobalanen und Rhigozum (Trompetenbaumgewächse).

## Lebensweise
Das nachtaktive Nagetier legt zwischen Abend- und Morgendämmerung zwei Pausen ein. Der Bau wird im Schutz von Sträuchern oder Bäumen gegraben und enthält eine Kammer, die 40 bis 55 cm tief liegt und mit trockenen Grasteilen gepolstert wird. Manchmal wird der Bau einer Nacktsohlen-Rennmaus oder einer Kap-Kurzschwanz-Rennmaus übernommen. Die Woosnam-Breitkopfmaus bewegt sich meist auf dem Boden, doch sie kann in Sträuchern klettern und von Ast zu Ast springen. Wenn Weibchen nicht paarungsbereit sind, lebt jedes Exemplar allein. Die Tiere sind in Gefangenschaft aggressiv zueinander, wobei gelegentlich Tötungen und Kannibalismus auftraten. Gegenseitige Fellpflege fand nur vor der Paarung statt. Zu einigen Zeiten werden etwa 75 Prozent Pflanzensamen gefressen, die mit Insekten komplettiert werden. Andere Tiere hatten nur Insekten, Fadenwürmer, andere Kleintiere und selten Aas als Nahrung.
Neugeborene wurden in der Regenzeit von Dezember bis März und in der Trockenzeit vom Mai bis August registriert. Gewöhnlich paaren sich die Weibchen kurz nach Geburt eines Wurfes. In Gefangenschaft lagen durchschnittlich 31 Tage zwischen zwei Würfen. Es kommen 2 bis 11 Embryos vor, von denen meist 4 oder 5 die Geburtsreife erreichen. Die bei Geburt nackten und blinden Nachkommen erhalten nach 6 Tagen die ersten Haare, öffnen nach 16 bis 17 Tagen die Augen und werden etwa 30 Tage gesäugt. Sie saugen sich nicht an einer Zitze fest.
Zecken sowie Maden von verschiedenen Fliegen sind als Parasiten bekannt.

## Gefährdung
Aufgrund fehlender Bedrohungen und einer als stabil eingeschätzten Gesamtpopulation wird die Woosnam-Breitkopfmaus von der IUCN als nicht gefährdet (least concern) gelistet. Unabhängig davon ist die Art selten. Bei Studien mit Lebendfallen machte sie nur maximal 4,5 Prozent der gefangenen kleinen Nagetiere aus. Bei wenigen Untersuchungen fehlte sie ganz.